# Ljubica Lalić
Ljubica Lalić (Slavonski Kobaš, 7. lipnja 1953. – Zagreb, 11. prosinca 2022.) bila je hrvatska pravnica, teologinja, članica Hrvatske seljačke stranke i saborska zastupnica.

## Životopis
Ljubica Lalić studirala je i diplomirala pravo na Pravnom fakultetu i teologiju na Filozofsko-teološkom institutu Družbe Isusove u Zagrebu. Od veljače 2000. do siječnja 2008. bila je zastupnicom s liste Hrvatske seljačke stranke u četvrtom i petom sazivu Hrvatskoga sabora u kojima je, uz redovne zastupničke dužnosti, sudjelovala u radu Odbora za zakonodavstvo, Odbora za Ustav, Poslovnik i politički sustav te Odbora za rad, socijalnu politiku i zdravstvo. Tijekom dugogodišnjega političkog djelovanja bila je i zamjenicom predsjednika Hrvatske seljačke stranke.

## Vanjske poveznice
- Večernji.hr / Politika – Mladenka Šarić: »Ljubica Lalić: 16 godina politike potpuni je gubitak«
- Dnevnik.hr – »Nemirna sam duša i ne bojim se novog početka«